# 格拉斯哥村 (密蘇里州)
格拉斯哥村（英語：Glasgow Village）是位於美國密蘇里州聖路易斯縣的普查規定居民點。

## 人口
根據2020年美國人口普查的數據，格拉斯哥村的面積為2.48平方千米，皆為陸地。當地共有人口4584人，而人口密度為每平方千米1,848.39人。